# R23 (Russland)
Die R23 ist eine Fernstraße in Russland. Sie war als M20 Teil des sowjetischen Fernstraßennetzes und gehört zur Strecke der Europastraße 95. Die R23 führt von St. Petersburg in südlicher Richtung über Pskow zur belarussischen Grenze. Zur Zeit der Sowjetunion führte sie weiter über Wizebsk, Homel und Kiew nach Odessa am Schwarzen Meer.
Die Straße erhielt die Nummer R23 im Jahr 2010. Zuvor trug sie die Nummer M20.

## Verlauf
0 km – St. Petersburg
3 km – Querung der A180
23 km – Gattschina
50 km – Wyra
88 km – Mschinskaja
120 km – Luga
141 km – Gorodez
Oblast Pskow
178 km – Nikolajewo
187 km – Nowoseljo
218 km – Zapelka
244 km – Podborowje
261 km – Pskow, Abzweigung der A212
286 km – Tscherskaja
314 km – Ostrow
349 km – Nowogorodka, Abzweigung der Straße nach Noworschew
389 km – Opotschka
429 km – Alol
450 km – Pustoschka, Querung der M9
498 km – Newel

## Weiterer Verlauf als M 20 bis 1991
in Belarus die heutige M 8 (Jesjaryschtscha – Homel)
in der Ukraine die heutige M 01 (Ripky – Kiew)
in der Ukraine die heutige M 05 (Kiew – Odessa)